# Katona Klári (1984-es album)
A Katona Klári Katona Klári negyedik, cím nélküli stúdióalbuma, amelyet 1984-ben adott ki a Pepita. Katalógusszáma: SLPM 17832 (hanglemez), MK 17832 (kazetta). Az énekesnő egykori nyilatkozata szerint azért nem adtak címet a lemeznek, mert azt remélték, hogy a lemez címét majd a lemezt hallgatók természetes kiválasztódás alapján fogják eldönteni. Azonban ez nem így történt, a lemez az előző, Titkaim c. albumhoz képest mérsékelt sikert aratott csak, bár az Ólomkatona c. dal nagy sláger volt.

## Dalok listája

### A oldal
1. Fiúk a térről [Sztevanovity/Presser]
2. Amíg várok rád [Sztevanovity/Presser]
3. Azt hittük [Sztevanovity/Karácsony]
4. Annyi mindent nem szerettem még [Sztevanovity/Somló]
5. I. M. Viszockij [Sztevanovity/Presser]

### B oldal
1. Képzeld el! [Sztevanovity/Presser]
2. Ólomkatona [Sztevanovity/Presser]
3. Miért nem elég? [Sztevanovity/Presser]
4. Kínai baba [Sztevanovity/Presser]